# La Mère (Guyane)
Pour les articles homonymes, voir La Mère.
La Mère est un îlet de Guyane, appartenant administrativement à Cayenne, faisant parti des îlets de Rémire, .

## Géographie
Il est situé à 11 km de la marina de Dégrad des Cannes. 

## Histoire
Seul îlet des îlets de Rémire a avoir été habité, La Mère avait été défrichée pour l'installation d'une ferme par les Jésuites puis d'une annexe du bagne. Dans les années 20, un bagnard libéré, Edmond Duez rachète l'îlet à l'aide de son ex-épouse, Mme Péronnet, venue de France et qui y met toutes ses économies et son énergie afin d'y rétablir une activité agricole. Aidés d'une vingtaine de forçats prêtés par l'administration pénitentiaire, la terre ingrate est mise en valeur. Une ferme prospère voit le jour. Surnommée "La Mère Tape Dur" par les bagnards employés, la réussite doit surtout au tempérament de la maîtresse de maison. Les cochons sont nourris de requins péchés. Mais après la mort d'Edmond Duez, l'exploitation est abandonnée, la végétation reprend ses droits.
De nombreux vestiges attestent de cette époque : puits, quais, clocher, murets et quelques chemins. Un élevage de singes (des saïmiris) y avait été installé par l'Institut Pasteur jusqu'en 2001. 
Le site appartenant au Conservatoire du littoral, est aménagé, entretenu et ouvert au public en 2007 ; un prestataire y propose régulièrement des visites.

## Zoologie
On y trouve une espèce d'amphibien, la Microcaecilia unicolor.

## Galerie

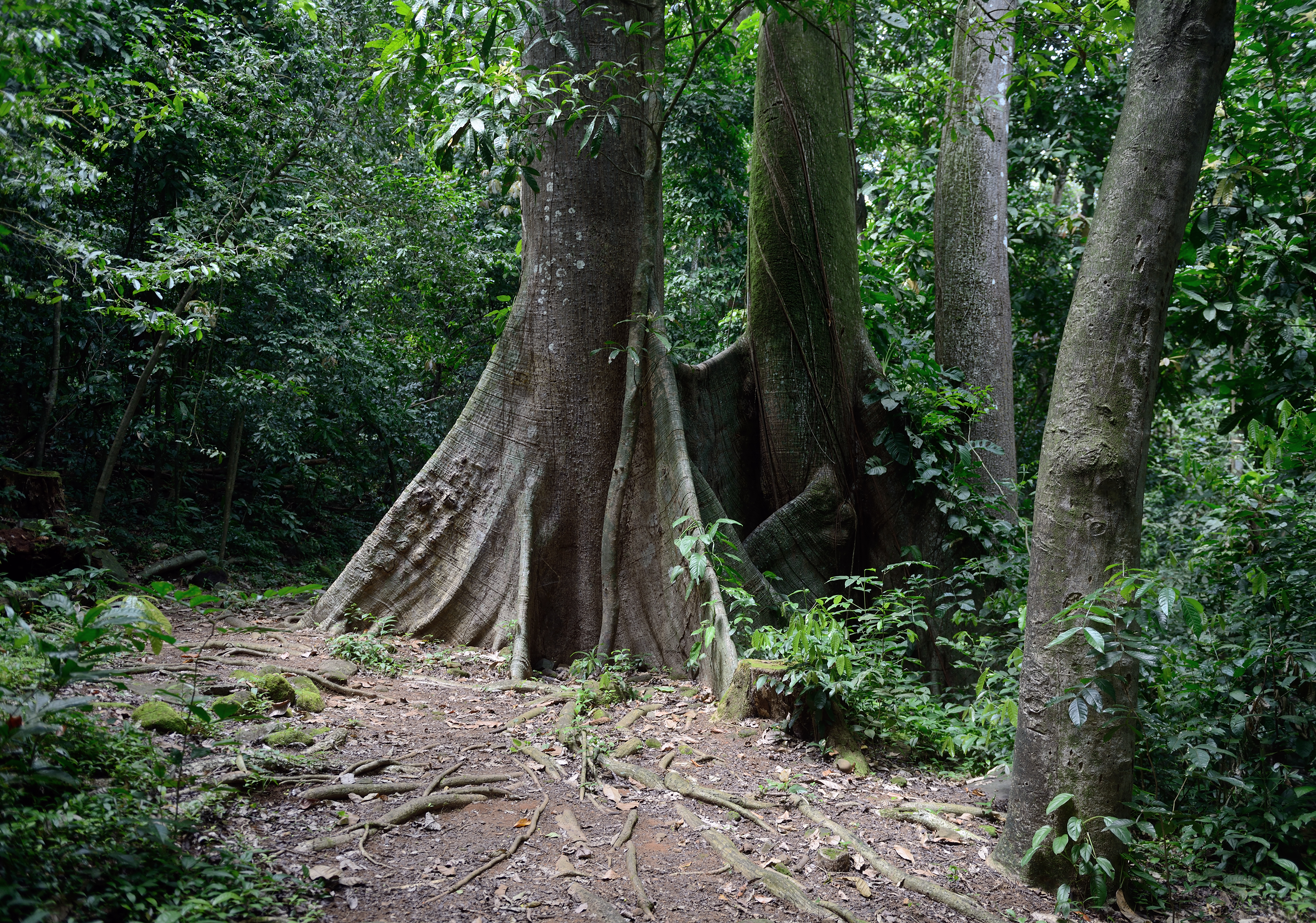
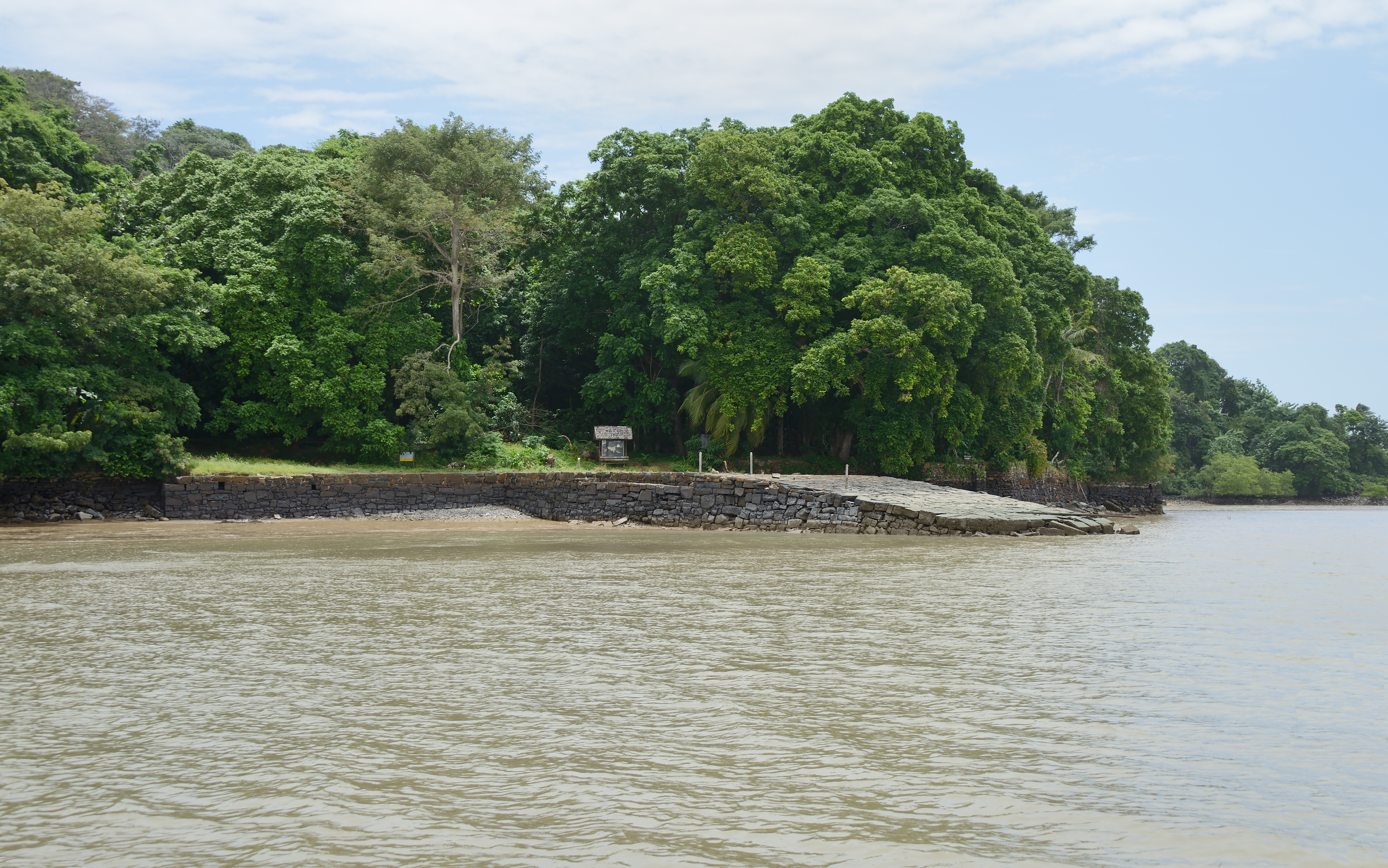
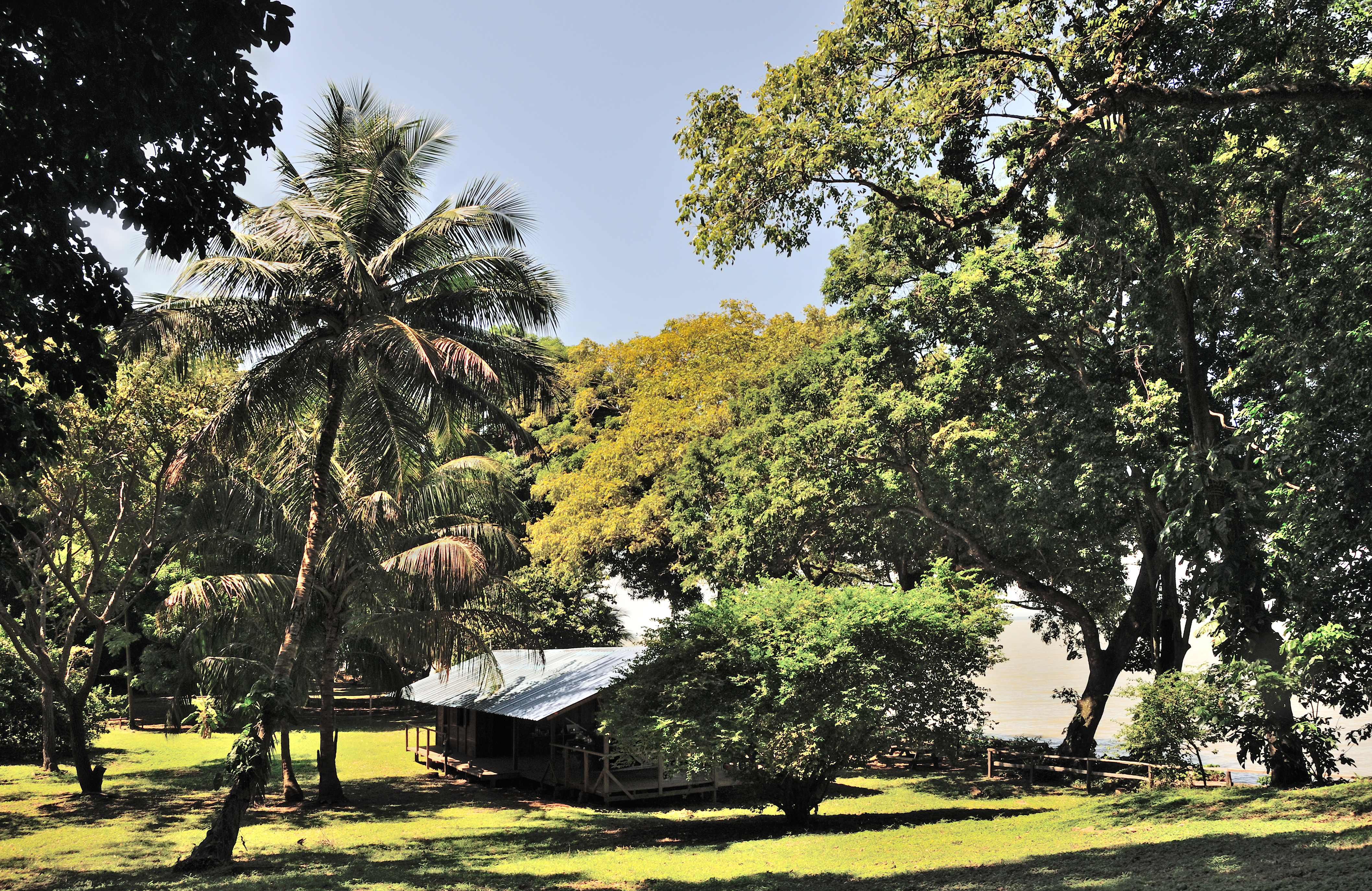
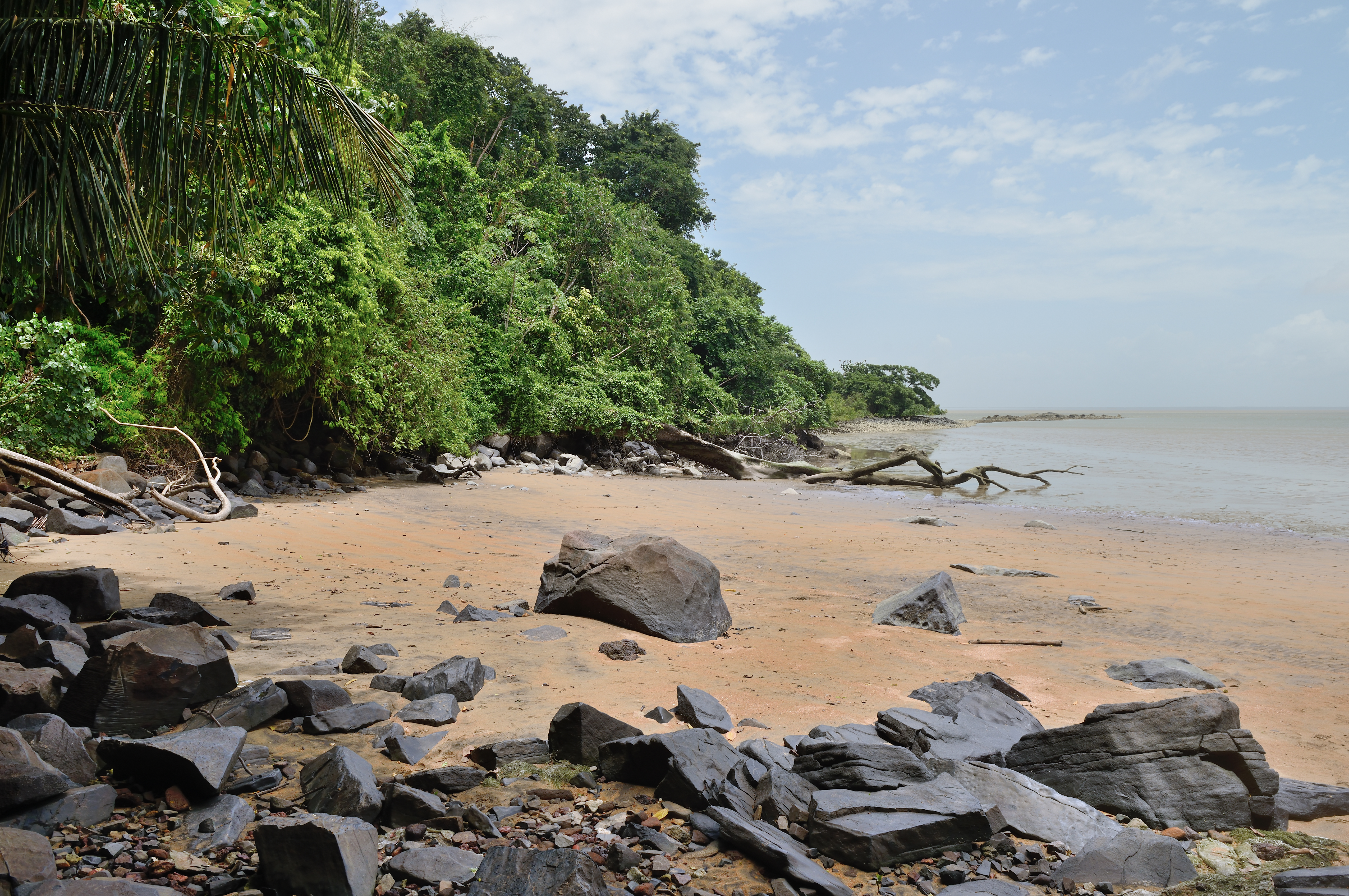
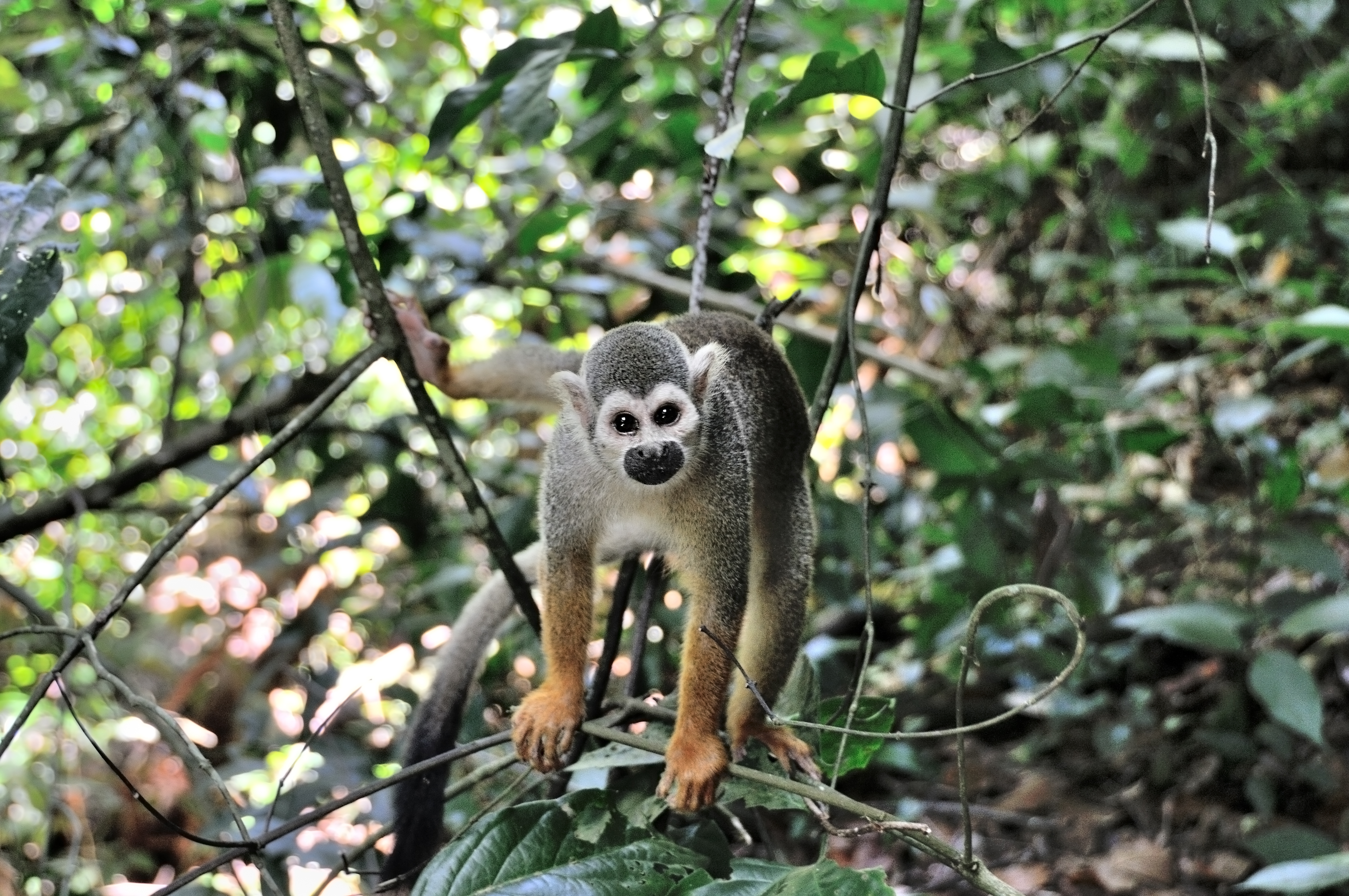